# Нововаршавское городское поселение
Нововаршавское городское поселение — городское поселение в Нововаршавском районе Омской области Российской Федерации.
Административный центр — посёлок городского типа Нововаршавка.

## История
Статус и границы городского поселения установлены Законом Омской области от 30 июля 2004 года № 548-ОЗ «О границах и статусе муниципальных образований Омской области»

## Население
| 2010  | 2011  | 2012  | 2013  | 2014  | 2015  | 2016  |
| ----- | ----- | ----- | ----- | ----- | ----- | ----- |
| 6297  | ↗6303 | ↗6378 | ↗6420 | ↘6348 | ↘6344 | ↗6379 |
| 2017  | 2018  | 2019  | 2020  | 2021  | 2023  |       |
| ↗6465 | ↘6452 | ↗6463 | ↘6381 | ↘6119 | ↘6060 |       |

## Состав городского поселения
| № | Населённый пункт | Тип населённого пункта                  | Население |
| - | ---------------- | --------------------------------------- | --------- |
| 1 | Красный Яр       | деревня                                 | ↘250      |
| 2 | Нововаршавка     | рабочий посёлок, административный центр | ↘5816     |